# Habsburg Mária Anna bajor választófejedelemné
Habsburg Mária Anna (ismert még mint Ausztriai Mária Anna főhercegnő, németül: Erzherzogin Maria Anna von Österreich; Graz, Habsburg Birodalom, 1610. január 13. – München, Bajor Választófejedelemség, 1665. szeptember 25.), a Habsburg-házból származó osztrák főhercegnő, II. Ferdinánd német-római császár és Bajorországi Mária Anna leánya, aki anyai nagybátyja, I. Miksa bajor választófejedelem második feleségeként bajor hercegné, majd hitvese halálát követően Bajorország régense.

## Élete

### Származása, testvérei
Mária Anna főhercegnő 1610. január 13-án született Grazban. Édesapja a későbbi II. Ferdinánd német-római császár, magyar és cseh király volt, aki akkor a Belső-Ausztria hercege címet viselte, édesanyja Mária Anna bajor hercegnő (1574–1616), apai ági dédapja I. Ferdinánd német-római császár, magyar és cseh király volt. Testvérei közül két fivére és egy húga érték el a felnőttkort:
- III. Ferdinánd (1608-1657), német-római császár, magyar és cseh király
- Cecília Renáta (1611–1644), aki 1637-ben IV. Ulászló lengyel király felesége. lett.
- Lipót Vilmos (1614–1662), aki 1647–1656 között Habsburg-Németalföld helytartója, 1641–1662 között a Német Lovagrend nagymestere volt.

Hatéves volt, amikor 1616 márciusában félárvaságra jutott. Ekkor halt meg ugyanis negyvenkét éves édesanyja. Huszonhét éves volt, amikor 1637-ben édesapját is elveszítette.

### Házassága, gyermekei
1635. július 15-én Bécsben férjhez ment saját anyai nagybátyjához, az idős, akkor már 62 éves I. Miksa bajor választófejedelemhez, akinek előző, Erzsébet lotaringiai hercegnővel kötött házassága gyermektelen maradt. Házasságukból két fiúgyermek született:
- Ferdinánd Mária (* München, 1636. október 31.; † Oberschleißheim, 1679. május 26.), trónörökös, Bajorország választófejedelme (1651-1679 között)
- Miksa Fülöp Hieronymus (* München, 1638. szeptember 30.; † Türkheim, 1705. március 20.), Bayern-Leuchtenberg hercege (1650-1705 között)

### Bajorország régense
Mária Annának már férje idején is nagy szerepe volt az államkormányzásban, majd férje halála után, 1651-ben jutott döntő befolyáshoz, amikor fia kiskorúsága idején régensként intézte az ügyeket. Férjét tizennégy évvel élte túl, 1665. szeptember 25-én halt meg Münchenben. Még megérhette négy unokája, köztük a későbbi II. Miksa Emánuel bajor választófejedelem születését.
Férje mellett temették el a müncheni Szent Mihály-templomban (St. Michaelskirche), szíve Altöttingben nyugszik.
| Habsburg Mária Anna Habsburg-ház Született: 1610. január 13. Elhunyt: 1665. szeptember 25. |                                                                           |                                      |
|                                                                                            |                                                                           |                                      |
| Előző Lotaringiai Erzsébet                                                                 | Bajorország választófejedelemnéje 1635. július 15. – 1651. szeptember 27. | Következő Savoyai Henrietta Adelheid |